# تشارلز لورانس بيشوب
تشارلز لورانس بيشوب (بالإنجليزية: Charles Lawrence Bishop)‏ هو سياسي كندي، ولد في 10 ديسمبر 1876، وتوفي في 28 سبتمبر 1966. حزبياً، نشط في الحزب الليبرالي الكندي. وقد انتخب عضو مجلس الشيوخ الكندي.